# Alessandro Araldi

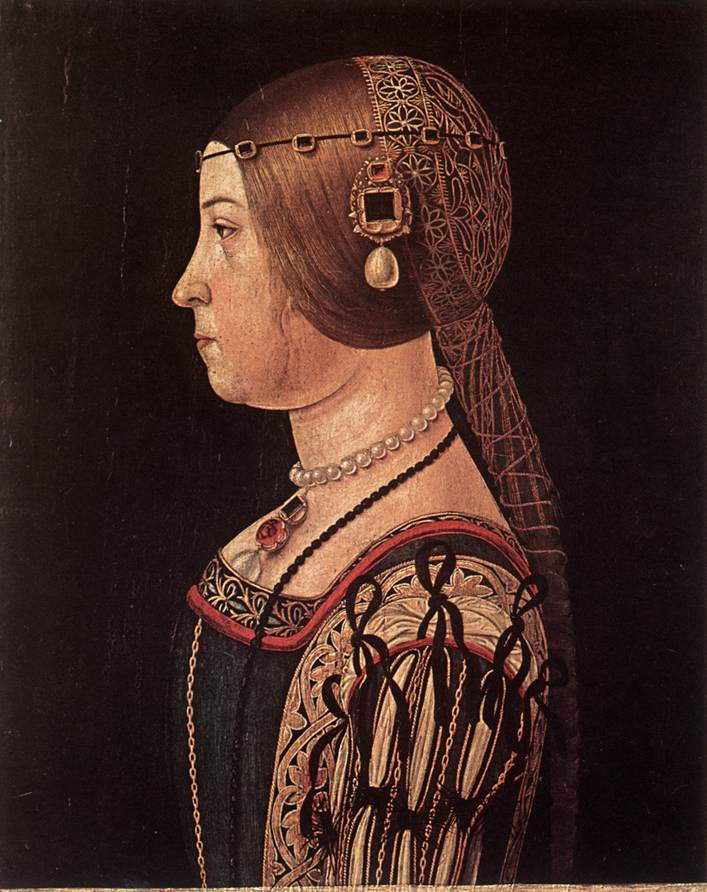
Portret van Barbara Pallavicino, (ca. 1510) in het Uffizi

Alessandro Araldi (ca. 1460 – ca. 1529) was een Italiaanse kunstschilder uit de renaissance, voornamelijk actief in Parma.
Er is weinig bekend over zijn leven. Zijn werk toont invloeden van vroegrenaissancistische Venetiaanse schilders als Giovanni Bellini en Antonio Vivarini, maar ook Lorenzo Costa uit Ferrara vormde een inspiratiebron. Hij schilderde fresco's in het benedictijner klooster van San Paolo. Tevens schilderde hij twee scènes uit het verhaal over Catharina van Alexandrië voor de abdis Giovanna da Piacenza (1514).